# FV Biebrich 02
FV Biebrich 02 is een Duitse voetbalclub uit Wiesbaden, Hessen. 

## Geschiedenis
De club werd op 10 november 1902 opgericht als Biebricher FC 02. Op 7 april 1913 werd de naam gewijzigd in Biebricher FV 02. De club was aangesloten bij de Zuid-Duitse voetbalbond en promoveerde in 1919 voor het eerst naar de hoogste klasse van de Hessense competitie. De club speelde tot 1924 in de hoogste klasse. 
Na een jarenlange goede jeugdwerking promoveerde de club in 1957 naar de 1. Amateurliga Hessen, toen de derde klasse. Na enkeler jaren het behoud verzekeren ging het beter met de club en in 1962 werd de club vierde. Twee jaar later werd de club opnieuw vierde. In 1968 volgde een degradatie. In 1974 zakte de club verder weg en kon in 1980 terugkeren naar de Landesliga Mitte. Sinds 2003 speelt de club opnieuw in de Landesliga, die in 2008 omgedoopt werd in Verbandsliga en het zesde niveau in de voetbalpyramide is.

## Bekende ex-spelers
- Jürgen Grabowski